# Gestreepte buulbuul
De gestreepte buulbuul (Alcurus striatus synoniem: Pycnonotus striatus) is een zangvogel uit de familie van de buulbuuls.

## Verspreiding en leefgebied
Deze soort komt voor van de oostelijke Himalaya tot het noorden van Vietnam en telt drie ondersoorten:
- A. s. striatus: de oostelijke Himalaya, noordoostelijk India, zuidelijk China en westelijk Myanmar.
- A. s. arctus: de Mishmi Hills in noordoostelijk India.
- A. s. paulus: oostelijk Myanmar, zuidelijk China en noordelijk Indochina.

## Status
De grootte van de populatie is niet gekwantificeerd maar de soort wordt omschreven als vrij algemeen. Op de Rode lijst van de IUCN heeft deze soort de status niet bedreigd.